# ニューエラー
株式会社ニューエラーは、大阪府生野区に本社を置くメーカー。自動車用電装品、空気圧機器、電源製品などを開発・製造・販売している。社名は「新時代」を意味し、創業80年を超える企業。

## 沿革
- 1939年 - 冨士電器（株）設立。「マグネットスイッチ」製造開始。
- 1959年 - スタータースイッチ純正部品生産開始。
- 1968年 -「空気圧機器」を開発。
- 1970年 - 国内初の超小型「マイクロシリンダ」を開発。ERACONブランドの設定。
- 1981年 - （株）ニューエラーに社名変更。
- 1995年 -「DC/ACインバータ」を発売。
- 1996年 - 三恵精工（株）を吸収合併。
- 2006年 - 株式会社タダノのに100％子会社となる。
- 2008年 - 長野計器株式会社の100％子会社となる。
- 2009年 - タイ国に子会社　New-Era International Co.,Ltd設立。
- 2013年 - 香港に子会社　New-Era(HK) Precision Co.,Ltd設立。
- 2021年 - ロボットハンドを開発。

## 国内生産拠点
- 本社（大阪府生野区）